# Marcel Grossmann Meeting
Das Marcel Grossmann Meeting ist eine seit dem Jahr 1975 bestehende Tagung, bei der sich alle drei Jahre Physiker und Astronomen treffen. Das Treffen wurde nach dem Mathematiker Marcel Grossmann (1878–1936) benannt.
Auf diesen Tagungen werden aktuelle Entwicklungen und Fortschritte in der theoretischen und experimentellen Allgemeinen Relativitätstheorie, der Gravitation und den relativistischen Feldtheorien vorgestellt und diskutiert. Dabei werden auch die mathematischen Grundlagen, physikalischen Voraussagen und experimentellen Versuche hervorgehoben. Das Ziel dieser Treffen ist, einen Austausch zwischen den Wissenschaftlern zu fördern, was wiederum unser Verständnis der Strukturen der Raumzeit vertiefen und den Stand der Experimente aufzeigen soll, mit denen man Albert Einsteins Gravitationstheorie auf der Erde oder im Weltraum verifizieren will.
Auf den Treffen wird auch seit 1985 ein Preis vergeben, der Marcel Grossmann Award.

## Bisherige Treffen
Die bisher abgehaltenen Treffen fanden an folgenden Orten statt:
| Jahr | Nummer | Tagungsort     |
| ---- | ------ | -------------- |
| 1975 | 1      | Triest         |
| 1979 | 2      | Triest         |
| 1982 | 3      | Shanghai       |
| 1985 | 4      | Rom            |
| 1988 | 5      | Perth          |
| 1991 | 6      | Kyōto          |
| 1994 | 7      | Stanford       |
| 1997 | 8      | Jerusalem      |
| 2000 | 9      | Rom            |
| 2003 | 10     | Rio de Janeiro |
| 2006 | 11     | Berlin         |
| 2009 | 12     | Paris          |
| 2012 | 13     | Stockholm      |
| 2015 | 14     | Rom            |
| 2018 | 15     | Rom            |
| 2021 | 16     | virtuell       |
| 2024 | 17     | Pescara        |